# クムバ
クムバ（梵: कुम्भ, Kumbha）は、インド神話に登場するラークシャサである。叙事詩『ラーマーヤナ』によると、ラーヴァナの弟クムバカルナの息子で、ニクムバと兄弟。アヨーディヤーの王子ラーマとの戦争では、ヴァナラ軍の武将マインダとドゥヴィヴィダ、アンガダ、スグリーヴァと戦った。

## 神話
父クムバカルナの戦死後、ラーヴァナの王子たちをはじめとする多くの武将が討たれ、ラークシャサ軍の敗北がランカーに達すると、ラーヴァナはクムバ、ニクムバ、ユーパークシャ、ショーニタークシャ、プラジャンガらに突撃の命令を下した。しかしユーパークシャ、ショーニタークシャ、プラジャンガらの武将が次々に討たれたため、ラークシャサの軍勢はクムバのもとに逃走した。クムバはユーパークシャとショーニタークシャを討ったマインダとドゥヴィヴィダを弓矢で攻撃して気絶させ、プラジャンガを討ったアンガダの頭を矢で射抜き、片目を潰す活躍をした。アンガダは傷つきながらも巨木を引き抜いて反撃を試みたが、クムバは矢で巨木を破壊し、さらにアンガダを気絶させた。自軍の苦戦を知らされたラーマはジャームバヴァットやスシェーナらを出撃させたが、クムバの矢による攻撃は天地を覆うほどであり、彼らを寄せ付けなかった。一方、追いすがるスグリーヴァに対しても、矢を放って相手の全身を傷つけたが、スグリーヴァは強引に弓を奪って破壊した。武器を失ったクムバはたじろいだが、スグリーヴァはクムバを称賛した。「汝の力と弓の腕前は見事なものだ。弓はインドラジットに劣らず、力はラーヴァナに比類しよう。しかし今汝は疲れている。しばらく休んでから我と戦え。我の力量を思い知らせてやろう」。クムバはこの言葉に奮起し、休むことなくスグリーヴァと戦った。両者は激しく格闘し、一度は海に投げ飛ばされたクムバであったが、すぐに海中から飛び出して相手の胸を痛打した。しかしスグリーヴァはクムバの胸を打ち返した。この一撃でクムバは地に打ち落とされ、息絶えた。クムバの戦死後、兄弟のニクムバはハヌマーンと戦って討たれた。